# Santander (departement)
Santander je departement v severovýchodní části Kolumbie. Jméno nese po Franciscu de Paula Santander - bojovníkovi za nezávislost Nové Granady. Sousedí s departementy Boyacá, Norte de Santander, Cesar, Bolívar a Antioquia. Sestává ze 87 obcí. Správním centrem je město Bucaramanga
Západ departementu se rozkládá v údolí řeky Magdalena, východní část zaujímá pohoří Východní Kordillera.